# Martin Conrath
Martin Conrath (* 4. Dezember 1959 in Neunkirchen (Saar)) ist ein deutscher Schriftsteller. Außerdem ist er Schlagzeuger.

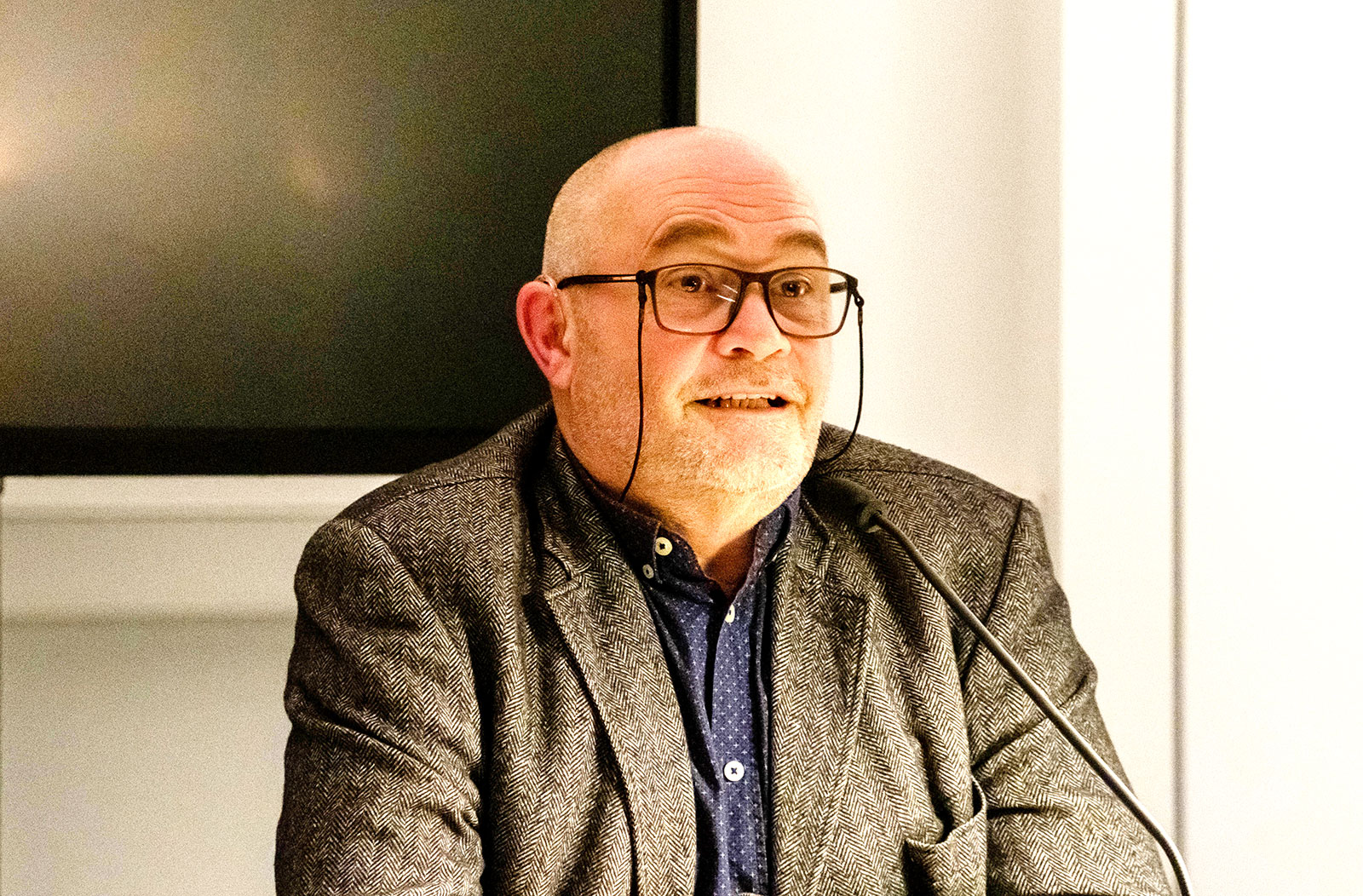
Martin Conrath am 22. Februar 2023 in der Stadtbibliothek Düsseldorf. Lesung aus „Das Archiv des Teufels“.

## Leben
Er begann 1973 eine Ausbildung zum Schlagzeuger und tourte mit Bands und Ensembles bis 1996 durch Deutschland, unter anderem mit Alice Hoffmann und den Gruppen Embryo und Captain Sperrmüll. Von 1997 bis 2000 war er als Dozent für Stilistik an der Volkshochschule Saarbrücken beschäftigt und anschließend war er an der Fachschule für medizinische Heilberufe der SHG in Brebach Dozent für Kommunikation, Teamtraining,  Sprache und Stilistik. Im April 2004 erschien der erste Saarlandkrimi Stahlglatt im emons-verlag in Köln.
Zusammen mit Sabine Klewe schrieb er mehrere historische Kriminalromane. Die beiden benutzen das Pseudonym Sabine Martin.
Martin Conrath ist Mitglied des Köln-Düsseldorfer Kriminalkomitees und des Vereins zur Förderung historischer Literatur.

## Werke
- Kinderbuchreihe „ZOFF!“ zusammen mit Peter Tiefenbrunner, 1997, 1998
- Hörspiel „Papa wohnt jetzt in der Heinrichstraße“, 1998
- „Acht!“, eine Erzählung in Kurzgeschichten, Z.B. Verlag Saarlouis, Illustrationen der Malerin Sonja Hager, 2001
- Kinder-Theater „Der Meteoritenlöffel“, Fischer Theaterverlag, Uraufführung „carousellTheater“ Berlin, zusammen mit Peter Tiefenbrunner, nach dem gleichnamigen Kinderbuch von Phillip Ridley, 2003
- Musical „Kasper und der Glitzerkönig“, Fischer Theaterverlag, nach dem gleichnamigen Kinderbuch von Phillip Ridley, Uraufführung am Kinder- und Jugendtheater Dresden, 2004

### Kriminalromane
- Stahlglatt, 2004, (Emons-Verlag Köln)
- Das Schwarze Grab (2008 als Saartatort verfilmt), Emons-Verlag Köln 2005,
- Der Hofnarr, Emons-Verlag Köln 2006
- Das Geheimnis der Madonna (zusammen mit Sabine Klewe),  Europäische Verlagsanstalt Hamburg -EVA- 2007
- Der Schattenreiter, Emons-Verlag Köln 2008
- Das Vermächtnis der Schreiberin (zusammen mit Sabine Klewe), Emons-Verlag Köln 2008
- Aus der Traum …, (Tatort-Romanfassung), Emons-Verlag Köln 2009
- Vermisst, (Tatort-Romanfassung), Emons-Verlag Köln 2010
- Schuldig, März 2011, Emons-Verlag Köln
- Der Schmerzsammler, Bastei-Lübbe Verlag Köln 2013, ISBN 978-3-404-16807-1
- Teufelsblume, Bastei-Lübbe Verlag Köln 2014, ISBN 978-3-404-17001-2
- Das Archiv des Teufels, Gmeiner, Meßkirch 2021, ISBN 978-3-8392-0007-0
- Kohle, Stahl und Mord: Das 13. Opfer, Rowohlt, Hamburg 2024, ISBN 978-3-499-01485-7

### Anthologien
- Hauptsach gudd gess, Kurzgeschichte in „Mörderischer Westen“, 2007
- Bye, bye, Baby, Kurzgeschichte in „Letzte Grüße von der Saar“, 2007

## Belege
1. ↑  Wer ist eigentlich Sabine Martin (eingesehen am 5. Mai 2014)

| Personendaten    | Personendaten             |
| ---------------- | ------------------------- |
| NAME             | Conrath, Martin           |
| ALTERNATIVNAMEN  | Sabine Martin (Pseudonym) |
| KURZBESCHREIBUNG | deutscher Schriftsteller  |
| GEBURTSDATUM     | 4. Dezember 1959          |
| GEBURTSORT       | Neunkirchen (Saar)        |